# Janův Důl (Liberec)
Janův Důl – dziewiąta część miasta ustawowego Liberec. Jest jedyną częścią katastralną w obszarze Janův Důl u Liberce i sąsiaduje z dzielnicami Františkov, Jeřáb, Horní Růžodol, Dolní Hanychov i Karlinky.